# Day of the Dead
Day of the Dead (conocida en español como El día de los muertos o El día de los muertos vivientes) es una película de terror de 1985 dirigida por George A. Romero. Es la tercera de las seis películas (y la última de las tres clásicas) que conforman la saga dedicada a los zombis dirigida por Romero que comenzó con La Noche de los Muertos Vivientes (1968) y continuó con Dawn of the Dead (1978).
Su director describe la película como "una tragedia sobre cómo la falta de comunicación entre las personas siembra el caos y el colapso incluso en grupos pequeños". También comentó que es su película favorita de la serie aunque lo atribuye más a su experiencia durante la filmación. 
Como ha sucedido con otras películas dirigidas por Romero existe una segunda versión de la película, de título homónimo, dirigida en 2008 por Steve Miner; y otro remake dirigido por Hèctor Hernández Vicens y estrenado en 2018.
La banda Gorillaz en la canción M1A1 de su primer disco homónimo, samplea la música de la secuencia inicial de la película a modo de homenaje y es habitual que comience sus shows con dicha canción.

## Argumento
Los zombis caníbales han conquistado el mundo y ahora la proporción es de un ser humano vivo por cada 400.000 zombis dejando a la humanidad al borde de la extinción. Los pocos restos del gobierno de Estados Unidos y del estamento militar se ocultan en refugios y en pequeñas colonias mientras los científicos intentan encontrar a contrarreloj una solución a la pandemia zombi. La doctora Sarah Bowman (Lori Cardille), su amante y soldado Miguel Salazar (Anthony Dileo Jr.), el radio operador Bill McDermott (Jarlath Conroy) y el piloto John (Terry Alexander) sobrevuelan en helicóptero los alrededores de la base subterránea donde se alojan hacia Fort Myers (Florida) intentando, infructuosamente, encontrar supervivientes. 
De regreso a la base el científico principal, el doctor Logan (Richard Liberty), también apodado "Frankenstein", debido a las terribles disecciones quirúrgicas que ha practicado en zombis capturados por los militares, revela su creencia de que los zombis pueden ser reeducados para volverse dóciles. A pesar de las objeciones del capitán Rhodes (Joseph Pilato), el doctor Logan mantiene en una zona protegida dentro del complejo a un número de especímenes con los que intenta corroborar y hacer estudios de su teoría. 
La tensión entre soldados y científicos se agrava ante la progresiva escasez de suministros, la pérdida de comunicación con otros supervivientes y el lento avance en la investigación. Durante una reunión entre los científicos y los soldados, Rhodes, constantemente alterado y neurótico anuncia que tras la muerte del anterior comandante de la base, el Mayor Cooper, él es la máxima autoridad de la base, y que los científicos trabajarán bajo sus órdenes. Cualquier persona que no esté de acuerdo con las nuevas directrices será ejecutado bajo ley marcial. El Dr. Logan espera lograr la cooperación de Rhodes mostrándole los resultados de su investigación, especialmente en lo que atañe a "Bub", un zombi dócil que recuerda algunas partes de su vida pasada como ser humano y muestra algunas pautas de comportamiento humano: escucha música, puede encañonar con una pistola o saludar al capitán Rhodes. Sin embargo los avances logrados por el zombi no impresionan al capitán.
Durante una misión de reeducación zombi, dos soldados, Miller y Johnson, mueren después de que un zombi se escape del arnés que lo sujeta. Aunque el soldado Salazar intenta matar a la criatura es atacado por ella y mordido en el brazo. La doctora Bowman le amputa el brazo y cauteriza la herida para detener la propagación de la infección. El capitán Rhodes, a la vista de los acontecimientos, convoca a los científicos exigiendo que todos los zombis cautivos sean destruidos. La doctora Bowman y el radio operador McDermott descubren más tarde, mediante la grabación de una cinta de audio, que el Dr. Logan está experimentando con los cuerpos revividos de Miller y Johnson. Horrorizados y convencidos de que Logan ha enloquecido y que Rhodes los hará ejecutar cuando lo descubra, ambos planean abandonar inmediatamente la instalación en helicóptero antes de que alguien más lo haga. La situación se complica aún más cuando efectivamente Rhodes descubre además que el Dr. Logan ha estado alimentando con la carne de sus soldados muertos a Bub como recompensa por su docilidad y comportamiento positivo. Enojado, Rodhes mata a Logan y a su ayudante, el Dr. Fisher. A continuación encierra a Sarah y Bill dentro del corral donde se encuentran los zombis, e intenta obligar a John a trasladarlo a él y a sus hombres lejos de la base, lo que John se niega a hacer.
Bub logra escapar de su aprisionamiento y encuentra el cadáver del Dr. Logan. En un despliegue de emoción humana, primero expresa tristeza y posteriormente se enfurece. Encuentra una pistola abandonada y, empuñándola, va en busca de venganza. Mientras tanto, el soldado Salazar, presentando un comportamiento suicida, abre las puertas del complejo permitiendo que la horda de zombis que acechan fuera accedan a la base y bajen a través del ascensor, devorándolo. El piloto John se zafa de sus captores, golpeando a Rhodes, y accede al corral de zombis con la intención de rescatar a la doctora Bowman y al radio operador McDermott. Los zombis, desactivadas todas las protecciones, acceden rápidamente al complejo y Rickles y Torrez son mutilados y devorados por la horda. Steel intenta disparar a Bub a través de una ventana cubierta, pero es mordido por otro zombi y, ante la evidencia de que se va a convertir en un muerto viviente, elige suicidarse en lugar de ser comido vivo. Rhodes intenta escapar, pero Bub lo hiere con el arma que encontró y es descuartizado por una multitud de zombis mientras Bub lo despide con ironía. Finalmente John logra reunire con Sarah y McDermott dentro del corral de zombis. Juntos logran salir a la superficie, accediendo al helicóptero y logran abandonar la base en dirección a una isla desierta sin habitantes. La película finaliza con Sarah tachando un día en un calendario que muestra los días desde que se escaparon del recinto.

## Reparto
| Actor                 | Personaje                                  |
| --------------------- | ------------------------------------------ |
| Lori Cardille         | Sarah                                      |
| Terry Alexander       | John                                       |
| Joseph Pilato         | Rhodes                                     |
| Anthony Dileo Jr      | Miguel Salazar                             |
| Richard Liberty       | Dr. Logan                                  |
| Jarlath Conroy        | McDermott                                  |
| Sherman Howard        | Bub                                        |
| Gary Howard Klar      | Steel                                      |
| Ralph Marrero         | Rickles                                    |
| John Amplas           | Fisher                                     |
| Phillip G. Kellams    | Miller                                     |
| Taso N. Stavrakis     | Torrez                                     |
| Gregory Nicotero      | Johnson                                    |
| Don Brockett          | Zombi destacado                            |
| William Cameron       | Zombi destacado                            |
| Deborah Carter        | Zombi destacado                            |
| Winnie Flynn          | Zombi destacado                            |
| Debra Gordon          | Zombi destacado                            |
| Jeff Hogan            | Zombi destacado                            |
| Barbara Holmes        | Zombi destacado                            |
| David Kindlon         | Zombi destacado                            |
| Bruce Kirkpatrick     | Zombi destacado                            |
| William Andrew Laczko | Zombi destacado                            |
| Susan Martinelli      | Zombi destacado                            |
| Kim Maxwell           | Zombi destacado                            |
| Barbara Russell       | Zombi destacado                            |
| Gene A. Saraceni      | Zombi destacado                            |
| John D. Schwartz      | Zombi destacado                            |
| Mark Tierno           | Zombi destacado                            |
| Michael Trcic         | Zombi destacado                            |
| John Vulich           | Zombi destacado                            |
| Terry Adams           | Zombi                                      |
| Al Anderson           | Zombi                                      |
| Tom Ardolino          | Zombi                                      |
| Vini Bancalari        | Banquete del zombi en el cadáver de Fisher |
| David Barckhoff       | Zombi                                      |
| Gabriel Bartalos      | Camuflaje Zombi                            |
| Matt Bartlett         | Zombi en escena en la muerte de un militar |
| Wayne Bartley         | Segundo Zombi Soldier                      |
| Howard Berger         | Zombi disparado por John                   |
| Jim Blazer            | Coro (voz)                                 |
| J. R. Bookwalter      | Zombi                                      |
| Tom Brown             | Chef Zombi                                 |
| Geoff Burkman         | Zombi                                      |
| Everett Burrell       | Zombi Cirujano en la Cueva                 |
| María Caputo          | Flower Zombi                               |
| Bill Cardille         | Zombi en el Ascensor                       |
| Glenn Charbonneau     | Zombi en el Ascensor                       |
| Delilah               | El segundo Balladeer (Voz)                 |
| George Demick         | Zombi que ataca a Rhodes                   |
| Marcos Dodson         | Zombi (voz)                                |
| Billy Elmer           | Zombi                                      |
| Donald Farmer         | Zombi                                      |
| Paul Gagne            | Zombi atacante a Rickles                   |
| David Granati         | Zombi                                      |
| Hermie Granati        | Zombi                                      |
| Joey Granati          | Zombi                                      |
| Rick Granati          | Zombi                                      |
| Bryan Gregory         | Cameo                                      |
| Barry Gress           | Cadáver del mayor Cooper                   |
| Peter Iasillo Jr.     | Zombi en el Ascensor                       |
| Daniel Krell          | Zombi                                      |
| Ed Lammi              | Zombi                                      |
| Ralph Langer          | Zombi                                      |
| Annie Loeffler        | Zombi                                      |
| Pat Logan             | Zombi en las minas                         |
| Bill Me encanta       | Zombi Corpulento                           |
| Al Magliochetti       | Zombi                                      |
| El hombre moderno     | Coro (voz)                                 |
| Robert Martin         | Zombi                                      |
| Akram Midani          | Zombi Pescador en las minas                |
| Watfa Midani          | Zombi Junto al Zombi Pescador              |
| NRBQ                  | Zombi en las Minas                         |
| Jim O'Rear            | Zombi Ofensivo                             |
| Talmadge Pearsall     | Coro (voz)                                 |
| Michael Porter        | Zombi                                      |
| James Rogal           | Zombi Atacante de Sarah en el sueño        |
| George A. Romero      | Zombi con la bufanda                       |
| Joey Spampinato       | Zombi                                      |
| Marcos Steensland     | Zombi Atacante de Rickles                  |
| Vincent D. Survinski  | Zombi en el Ascensor                       |
| Michael J. Tomaso     | Zombi-Jugador de fútbol                    |
| Roy Wetzel            | Zombi atacante de Rhodas                   |

## Producción

### Preproducción

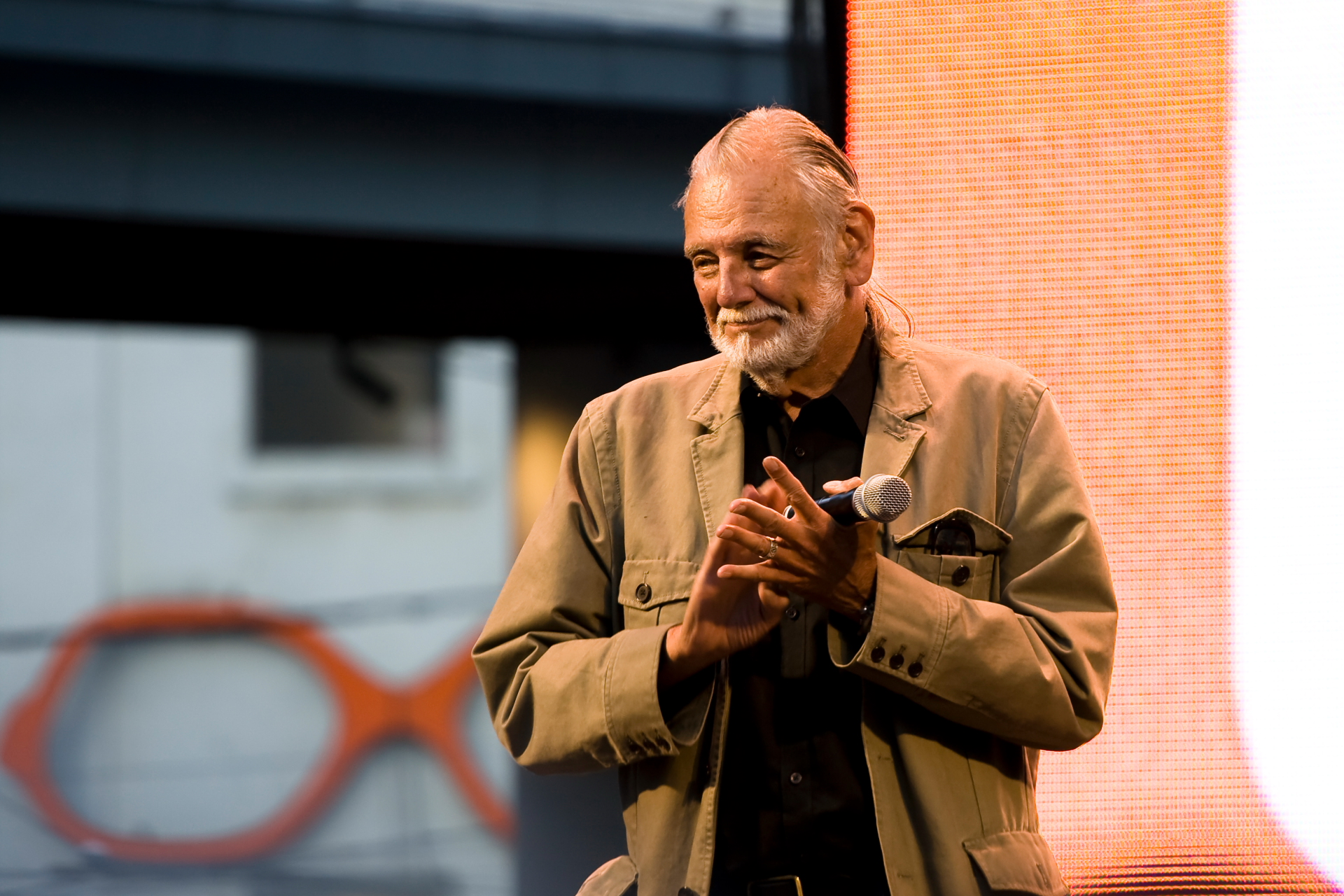
George A. Romero director de Day of the Dead

Day of the Dead, además de su componente de terror y gore, es básicamente una sátira sobre la disciplina militar y sobre el condicionamiento del hombre por el hombre. La visión original de Romero para la película era ambiciosa y su presupuesto original previsto era de 7.000.000$. La condición de acceso a dicho presupuesto por parte de los productores era que la película fuera clasificada R (Restricted) para favorecer su carrera comercial en las salas. Romero, para acercarse al tono inicial que quería plasmar en la película, aceptó una reducción del presupuesto a la mitad a cambio de que la compañía autorizara una clasificación X. 
Con estos condicionamientos la película final fue más pequeña que su concepción original. Pero introduce algunas novedades en el subgénero zombi: la posibilidad de que los muertos vivientes tengan más capacidades de adaptación, el hecho de que sus cuerpos con el tiempo se van descomponiendo o que son más fuertes y ágiles que en las películas anteriores de la saga. En La noche de los muertos vivientes (1968) y Dawn of the Dead (1978) los zombis eran generalmente débiles y fáciles de empujar. En Day of the Dead los zombis tenían la energía para desmembrar con facilidad cuerpos humanos.
El guion original contaba con 200 páginas y era considerablemente más complejo y ambicioso. Mostraba nuevas líneas argumentales respecto a películas previas como el entrenamiento de zombis para luchar contra otros zombis. Dicho guion fue depurado en cinco versiones, cada vez más reducidas, condensándose finalmente en apenas 88 páginas. La mayoría de tramas que no se mostraron, por limitaciones presupuestarias, fueron trasladadas a la siguiente película de la saga Land of the Dead (2005).
El tono total de la película es implacable y severo y supone un cambio de la sátira cómica mostrada en Dawn of the Dead. La violencia y la sangre derramada también alcanzan un nivel de la intensidad que no se mostró en las dos películas anteriores. Ser muerto por un zombi en esta película se muestra como algo horrible y brutal y los supervivientes reflejan con claridad su temor a ser los últimos seres humanos sobre la faz de la tierra (aunque en Land of the Dead, la siguiente película de la saga, es evidente que es un miedo infundado). Romero mostró de nuevo la idea de que la gente que no puede trabajar en conjunto es mucho más peligrosa que la escasa amenaza directa que suponen los zombis. Fue la rivalidad por el dominio interno y la falta de cooperación entre los protagonistas lo que conduce al motín y al arrasamiento total de la base subterránea.

### Rodaje

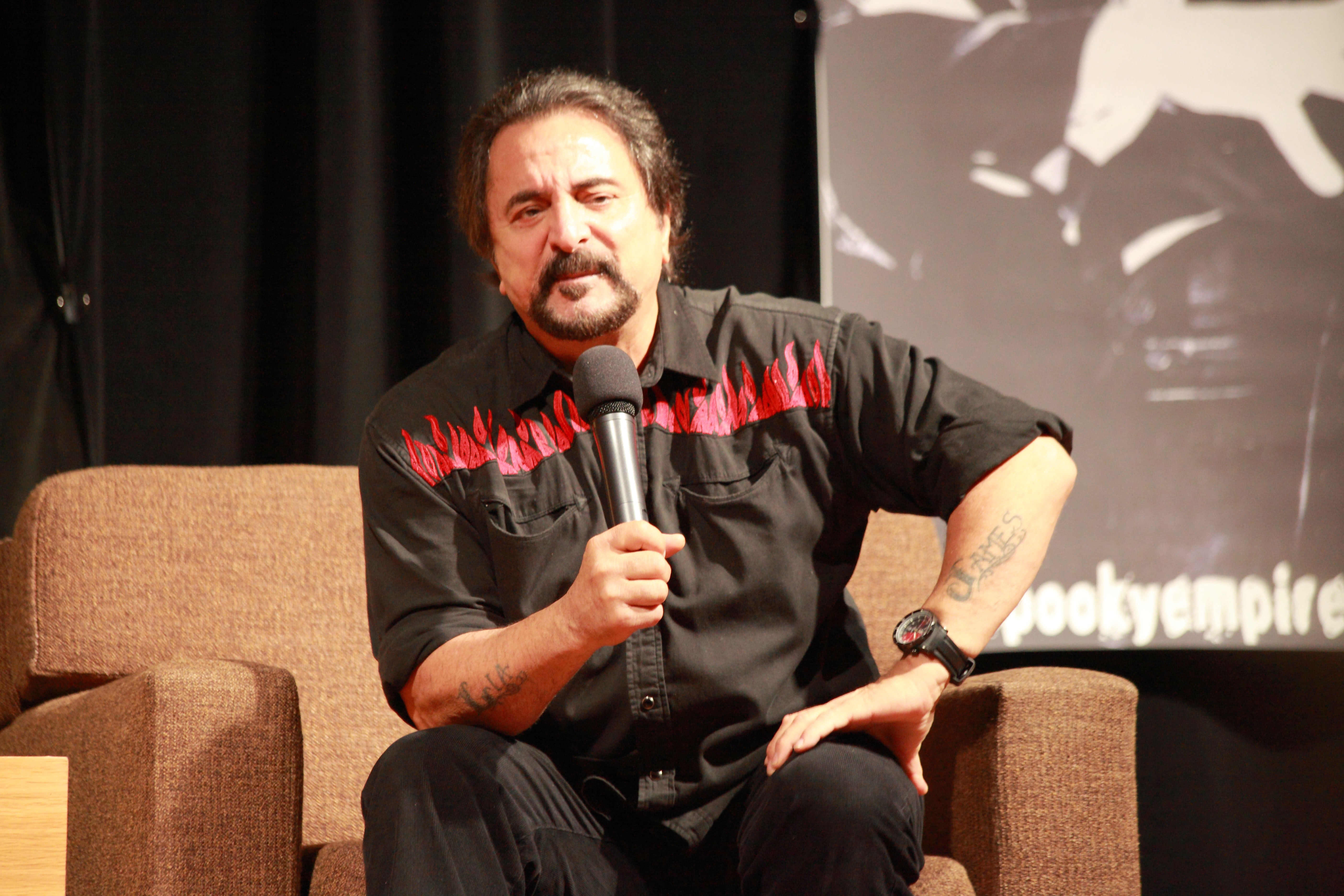
Tom Savini fue galardonado con el Premio Saturn 1985 al mejor maquillaje por su participación en el film

El rodaje de la película comenzó el 22 de octubre de 1984 y finalizó el 16 de enero de 1985. Los exteriores de la película se rodaron en Florida, estado en el que el director residía durante la época de producción. Las imágenes que transcurren en el búnker militar subterráneo se realizaron en una antigua mina abandonada situada en Wampum (Pensilvania). 
Debido al alejamiento de la mina de otras poblaciones el equipo y el elenco tuvieron que alojarse en sus inmediaciones durante el rodaje. Cabe destacar que, por las condiciones de alta temperatura y humedad de la mina, se registraron fallos en los equipos de rodaje y problemas para mantener adecuadamente los maquillajes y efectos creados por Tom Savini. No obstante la labor de Savini fue reconocida con el Premio Saturn 1985 al mejor maquillaje.
Los figurantes que aparecen como zombis, incluyendo al decano de la Universidad Carnegie-Mellon y a su esposa, se reclutaron en Pittsburg. Tuvieron preferencia quienes ya habían participado previamente en alguna de las películas de la saga. Además de obtener 1$ los extras recibían un sombrero con el emblema "Yo fui Zombi en El Día de los Muertos".

### Versiones
Rodada en formato de 35 mm Day of the Dead cuenta con tres montajes y diferentes duraciones: la versión estrenada en cines de Estados Unidos tiene una duración de 96 minutos, la versión para televisión de 87 minutos y la versión presentada sin clasificación de la MPAA 103 minutos.

## Estreno
El estreno de la película tuvo lugar el 19 de julio de 1985, sin clasificación de la MPAA, y contó con una distribución mucho menor que las anteriores películas de la saga. Recaudó 1.700.000$ en su primer fin de semana en las pantallas de Estados Unidos y un total estimado de 34.000.000$ en los diferentes mercados en los que se exhibió. El grueso de su recaudación se ha obtenido a través de la comercialización doméstica en VHS y, posteriormente, en DVD y Blu-Ray.

## Recepción
La película recibió el menor entusiasmo crítico de las tres películas filmadas hasta entonces. En FilmAffinity cuenta con una puntuación de 6,6 sobre 10 basada en 36 críticas de sus usuarios registrados. En la web Rotten Tomatoes cuenta con un 82% de comentarios "frescos" basados en 34 críticas.
Ha sido criticada extensamente por los fanes de las películas de la saga principalmente por considerar que la trama es "menos arrebatadora en esencia". Sin embargo se alaba que los papeles de los seres humanos son personajes estereotípicos y que, en contraste, los novedosos y precoces "zombis Bub" enfatizan que los zombis y los seres humanos no son tan diferentes. También se valora la presentación imaginativa de nuevas tipologías de zombis y los efectos especiales mucho más avanzados que los que mostrados en la película anterior.

### Influencia en la cultura popular
Day of the Dead ha tenido influencia en otras manifestaciones de la cultura popular:
- En la película Resident Evil (Paul W. S. Anderson, 2002) se incluye una escena que homenajea una de las escenas de esta película. Al final del metraje un periódico, abandonado en el suelo, tiene como titular "¡La Muerte Camina!".
- El grupo audiovisual Gorillaz ha incluido varios fragmentos en algunas composiciones: la canción "M1 A1" posee la misma introducción, con una voz gritando "Hello! Is anyone there?" y el tema "Hip Albatross" incluye parte del diálogo pronunciado por Terry Alexander.